# Sclerocrangon zenkevitchi
Sclerocrangon zenkevitchi is een garnalensoort uit de familie van de Crangonidae. De wetenschappelijke naam van de soort is voor het eerst geldig gepubliceerd in 1953 door Birstein & Vinogradov.